# Ferdinand II (roi des Deux-Siciles)
Ferdinand II (en italien : Ferdinando Carlo Maria di Borbone, puis Ferdinando II delle Due Sicilie), né le 12 janvier 1810 à Palerme et mort le 22 mai 1859 à Caserte, est roi des Deux-Siciles de 1830 à 1859.
Sous son règne, il fait face à plusieurs insurrections, notamment l'insurrection de 1847. Elle vise à obtenir une monarchie constitutionnelle dans le royaume des Deux-Siciles. Elle est le fruit d'un long processus de préparation par des Comités de libéraux de toutes les régions de l’État mais particulièrement par un comité réuni à Naples qui décide de trois insurrections : une à Messine, une à Reggio de Calabre et une dans le District de Gerace. Le roi ordonne la répression qui se conclut par l'exécution des principaux chefs insurgés.

## Biographie

### Jeunesse

La famille de François Ier des Deux-Siciles, père de Ferdinand II : Marie-Isabelle d'Espagne, Marie Caroline Ferdinande, Marie-Antoinette grande-duchesse de Toscane, Louise Charlotte, Marie-Christine d'Espagne, Ferdinand II, Marie-Amélie, François, Charles-Ferdinand de Bourbon-Siciles, prince de Capoue et Léopold de Bourbon-Siciles (1813-1860) (Léopold Benjamin Joseph), comte de Syracuse.

Ferdinand est le fils aîné de François Ier des Deux-Siciles et de sa seconde épouse, Marie-Isabelle d'Espagne. Ses grands-parents paternels sont Ferdinand Ier, fils de Charles III d'Espagne et de Marie-Amélie de Saxe, et l'archiduchesse Marie-Caroline de Habsbourg-Lorraine, fille de l'empereur d'Autriche François Ier et de Marie-Thérèse d'Autriche et sœur de la reine de France Marie-Antoinette. Ses grands-parents maternels, sont Charles IV d'Espagne, également un fils de Charles III et de Marie-Amélie, et Marie-Louise de Bourbon-Parme, la fille du duc de Parme Philippe Ier et Élisabeth de Bourbon. Le jeune Ferdinand est donc le descendant des plus importantes dynasties européennes, les Bourbons de France, d'Espagne et de Naples, et les Habsbourg-Lorraine.
Il reçoit une éducation humaniste dans les milieux ecclésiastiques, mais aussi une éducation politique et militaire dans les académies que fréquente également la jeunesse locale.

### Premières années de règne (1830-1848)
Le 8 novembre 1830, il monte sur le trône du royaume des Deux-Siciles, à seulement vingt ans. Il fait rapidement preuve de détermination afin de réorganiser le gouvernement de l'État, s'attachant à réduire la dette publique et à pacifier le pays encore agité par les turbulences qui suivirent la période napoléonienne. La réintégration de beaucoup d'officiers, qui avaient été au service de Murat, roi de Naples de 1809 à 1814, et avaient été suspendus au cours des émeutes révolutionnaires de 1820, témoigne de son désir de réconciliation. Pour ces raisons, il fut un roi très apprécié de son peuple quoique très impopulaire parmi les libéraux napolitains et siciliens.
C'est sous son règne que naît l'industrialisation du royaume (le tsar de Russie avait fait le déplacement jusqu’à Naples pour créer les mêmes infrastructures dans son pays) et, par la même occasion, le premier chemin de fer de toute l'Italie en 1839.
Au début de 1848, poussé par les mouvements révolutionnaires de Sicile et du Cilento, Ferdinand II fut contraint d'accorder la constitution, une première parmi les monarques absolus italiens, et pendant quelques mois devint populaire même hors des frontières des Deux-Siciles. Il perdit cependant rapidement cette dernière à la suite du bombardement de Messine, ce qui lui valut le surnom de « Re Bomba » (le Roi Bombe), bombardement qui entraina dans le même temps le retrait du contingent napolitain envoyé à l'appui de Carlo Alberto pendant la Première guerre d'indépendance, mais également le retrait de la constitution précédemment accordée, ce qui entraina son lot de révoltes et de répressions.
Pendant quelques mois, les Napolitains comptaient sur lui pour réaliser l'unité italienne, mais ils déchantèrent rapidement. Ainsi, pensant que Ferdinand prendrait l'initiative pour l'unification de l'Italie, dans les premiers mois de 1848, ils lui avaient consacré un hymne, en utilisant sans la permission de Giuseppe Verdi, le refrain de son opéra Ernani pensant que Ferdinand accepterait: (Inno al Re della Patria). Cependant, ce dernier refusa de jouer un tel rôle, intervint avec le Pape Pie IX et le Grand Duc de Toscane pour soutenir la pire des réactions et l'occupation autrichienne de l'Italie, directe et indirecte (par parenté avec la Maison de Habsbourg-Lorraine). Les espoirs d'unification furent alors reportés sur le royaume de Piémont-Sardaigne.

### La crise de 1848

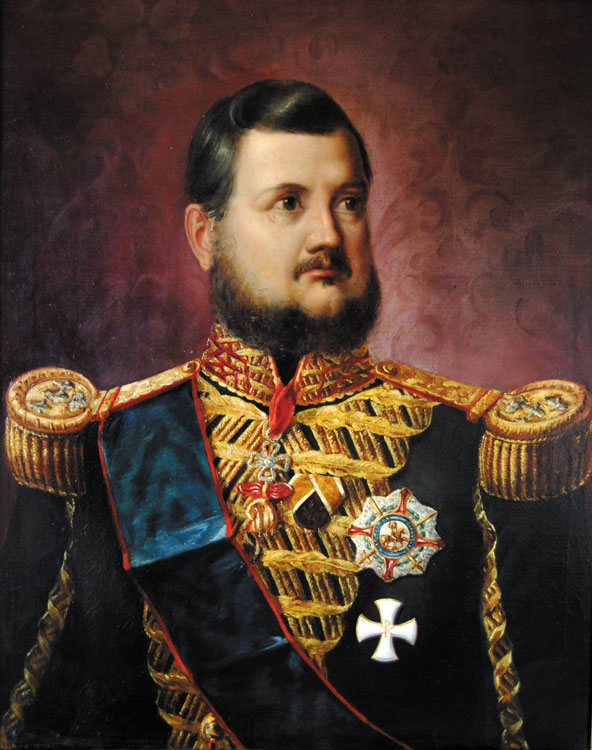
Portrait du roi Ferdinand II.

La vague révolutionnaire qui secoue l'Europe en 1848 débute en Sicile et s'étend à l' Europe. Des émeutes éclatent dans tout le royaume, en particulier en Sicile où s'agitent des indépendantistes. En représailles, il fait bombarder Messine, tombée aux mains des indépendantistes et des libéraux, soutenus par les Anglais. C'est à cette occasion qu'il gagne le surnom peu flatteur de « re bomba ». À Naples, dont il s'était échappé de justesse, il confie par la suite à l'architecte Enrico Alvino d'édifier un tunnel souterrain afin d'assurer sa sécurité.
Ferdinand II est cependant contraint le 29 janvier 1848 à concéder la Constitution du royaume des Deux-Siciles, écrite par Francesco Paolo Bozzelli (it) et promulguée le 10 février. Il veut faire preuve d'ouverture envers les réformes menées et nomme le 3 avril un nouveau Premier ministre en la personne du libéral néoguelfe Carlo Troja.
Le 13 mai, les députés nouvellement élus souhaitent changer la formule du serment et prêter fidélité non au roi, mais à la Constitution. Ferdinand accepte quelques modifications à la formule de ce serment, mais l'Assemblée n'approuve pas le texte. Dans la nuit du 14 au 15 mai, des barricades sont érigées dans les rues de Naples. Le 15 mai éclatent les premiers affrontements entre les insurgés et l'armée. La révolte est réprimée et le roi confie à Gennaro Spinelli di Cariati la responsabilité de former un nouveau gouvernement. Par l'édit du 24 mai, Ferdinand II dissout le Parlement et convoque de nouvelles élections. Le 1er juillet se réunit le nouveau Parlement qui entre également en conflit avec le roi, poussé à dissoudre de nouveau en mars 1849.

### Les dernières années et la répression (1849-1859)

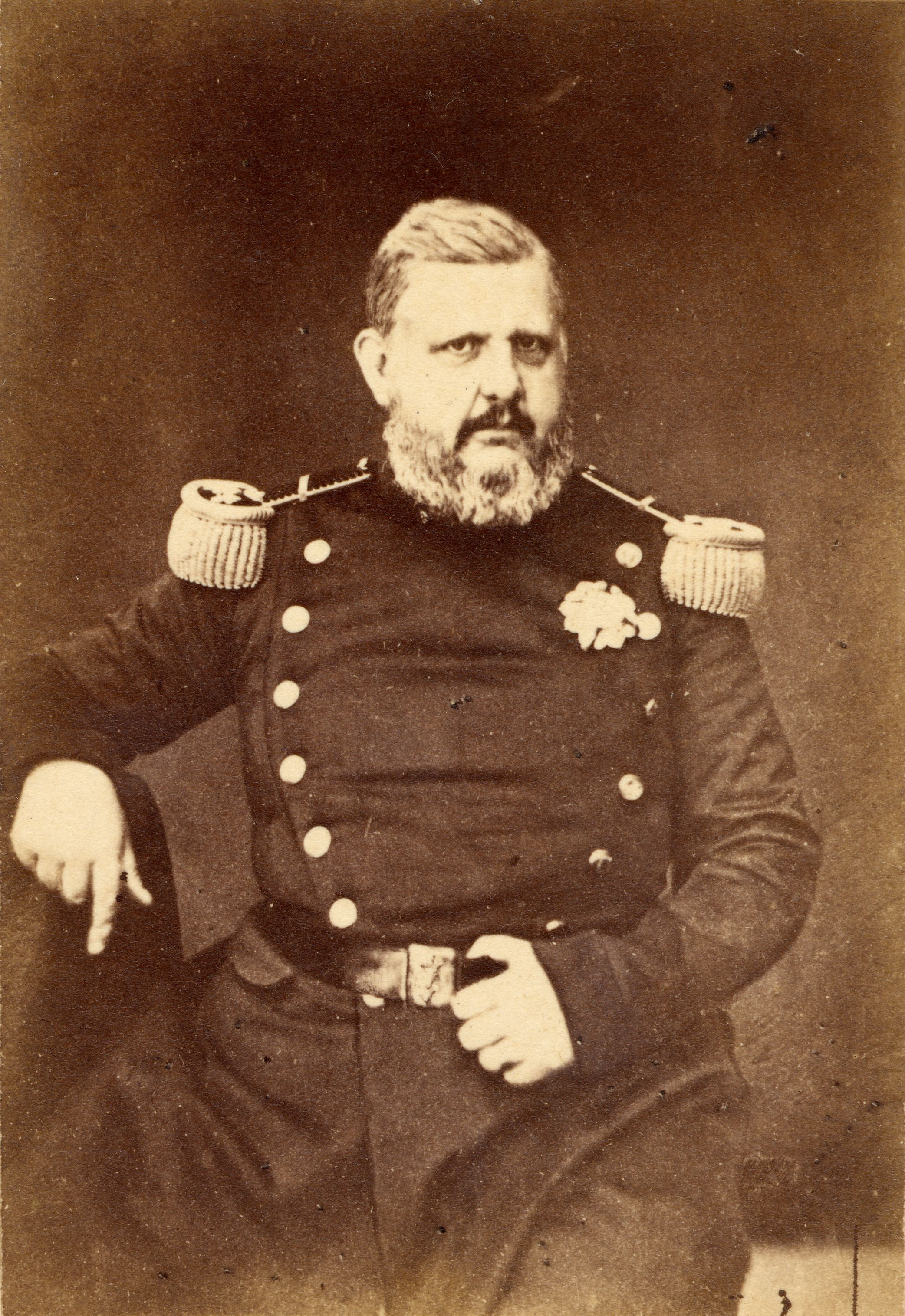
Ferdinand II des Deux-Siciles, dans une rare photographie d'époque (vers 1850).

Entre 1849 et 1851, une dure répression s'abat sur le royaume et tandis que de nombreux partis, des révolutionnaires et des dissidents sont contraints à l'exil, environ deux mille personnes sont incarcérées.
L'homme d'État anglais William Ewart Gladstone, après avoir visité le royaume entre 1850 et 1851 décrit, dans deux lettres adressées au Parlement britannique, la situation du royaume des Deux-Siciles comme le lieu de « la négation de Dieu ». Gladstone n'avait pas visité l'ensemble du pays et plusieurs de ses accusations n'étaient pas fiables, mais ses descriptions propagent une image très négative de la monarchie bourbonienne dans toute l'Europe. Progressivement, une prise de conscience en Europe de la question italienne s'affirme, surtout en faveur de l'expansion du royaume de Piémont-Sardaigne sur lequel règne Victor-Emmanuel II.
Le gouvernement britannique, qui avait aidé les Bourbons pendant les guerres napoléoniennes, se montre alors de plus en plus hostile. Le Royaume-Uni avait des intérêts économiques en Sicile (en particulier dans l'exportation de soufre) et Ferdinand II avait cherché à limiter l'influence britannique dans ce domaine. Cela mène la France et l'Angleterre à rappeler leurs ambassadeurs en 1856.
Ferdinand II, à l'instar de sa parentèle régnant sur les pays voisins, est considéré comme un représentant de l'obscurantisme catholique tel que les décrit Stendhal dans La Chartreuse de Parme. En 1854, le duc Charles III de Parme est assassiné.
Le 8 décembre 1856, le jour de l'Immaculée Conception, Ferdinand assiste à Naples à la messe avec sa famille, des hauts fonctionnaires et de nombreux nobles de sa suite. Après la célébration, le roi passe en revue ses troupes sur le Champ de Mars. À ce moment, le soldat calabrais Agesilao Milano se jette sur le roi et réussit à le blesser d'un coup de baïonnette. Secoué par l'attaque qui ne l'a que blessé, Ferdinand ne se remet pas complètement de cette blessure et sa mort moins de trois ans plus tard est due à une septicémie consécutive à la blessure.
Selon d'autres sources, la maladie de Ferdinand II commence pendant le voyage qu'il fait dans les Pouilles entre le 8 janvier et le 7 mars 1859. C'est là que devait être célébré le mariage de son fils héritier François, duc de Calabre, et de Marie-Sophie de Bavière, sœur de l'impératrice Élisabeth d'Autriche. Le mariage est célébré par procuration, sans que les conjoints se soient jamais connus. Mais le mariage religieux est troublé par l'aggravation de la maladie du roi, dont l'état ne fait qu'empirer depuis l'arrivée à Bari, au point que Ferdinand ne peut pas assister à la noce. Le médecin Ramaglia avait en fait mal compris la gravité du mal. Aussi l'intendant de Bari, Mandarini, fait appel au meilleur médecin de la province, Nicola Longo (it) de Modugno, élève du professeur Domenico Cotugno, surnommé l'« Hippocrate de Naples ». Ceux-ci diagnostiquent un abcès à l'aine de l'artère fémorale, plein de pus et de matière grise, et après avoir suggéré un remède inefficace à l'aide de solvants à base de mercure, souhaitent enlever l'abcès manuellement grâce à la chirurgie. Mais les proches du roi, en particulier la reine Marie-Thérèse d'Autriche-Teschen, le duc de Calabre, et l'intendant Mandarini, craignent de confier l'opération à un médecin connu pour être un libéral, qui avait même rejoint les Carbonari en 1817.
Après avoir hésité et reporté l'opération pendant près d'un mois, Ferdinand II décide soudainement de quitter Bari pour Caserte le 7 mars 1859, en dépit de l'avis contraire du médecin Longo. Ferdinand atteint son palais dans des conditions terribles, et tous les médecins de la cour, Trinchera, Capone, Renzo, Lanza Palasciano, reconnaissent le bon diagnostic et le traitement préconisé par Nicolas Longo deux mois auparavant. Une nouvelle opération est tentée, mais il est trop tard. Ferdinand II meurt à Caserte le 22 mai 1859. Il est inhumé en la basilique Santa Chiara de Naples, nécropole des rois des Deux-Siciles.
Peu de temps avant la mort de Ferdinand II a commencé la seconde guerre d'indépendance, où Victor-Emmanuel II de Savoie et Napoléon III affrontent François-Joseph d'Autriche. Puis peu après sa mort, l'expédition des Mille, dirigée par Giuseppe Garibaldi, conduit à la chute du royaume des Deux-Siciles, annexé au nouveau royaume d'Italie.

## Mariages et enfants

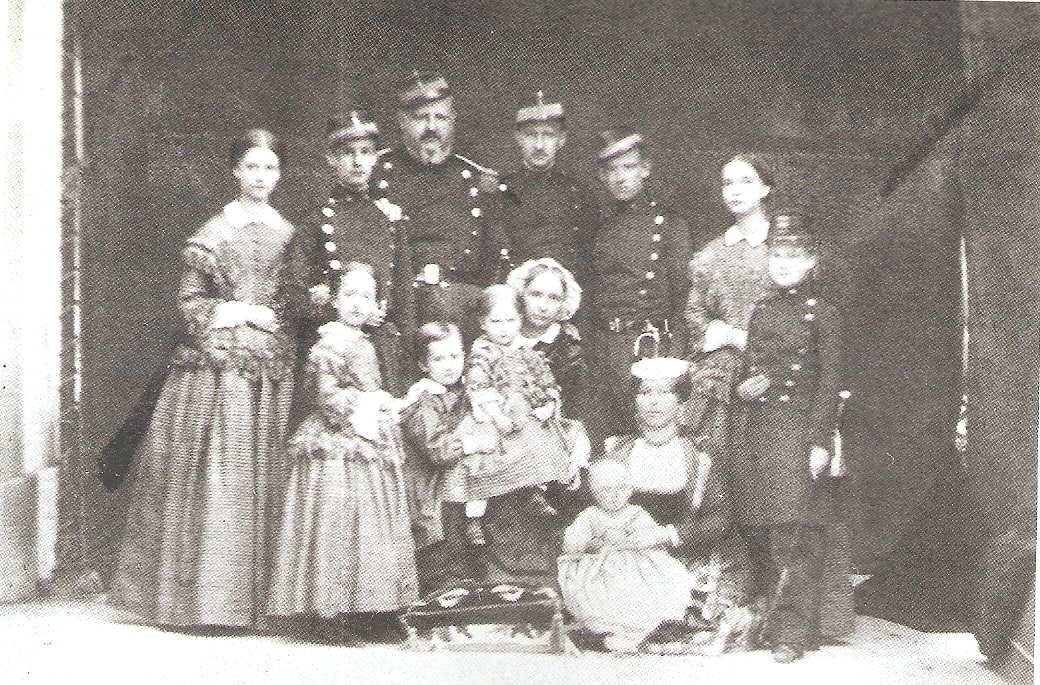
Photographie du roi Ferdinand II avec ses enfants.

Il épouse en premières noces à Voltri le 21 novembre 1832 Marie-Christine de Savoie (1812-1836), fille de Victor-Emmanuel Ier de Savoie, roi de Sardaigne, et de Marie-Thérèse d'Autriche-Este (1773-1832) (béatifiée en 2014), avec qui il a :
- François II des Deux-Siciles (1836-1894), qui épouse en 1859 Marie en Bavière (1841-1925), sœur de l'impératrice Élisabeth d'Autriche (Sissi), et qui succède à son père.

En 1837, il se remarie avec Marie-Thérèse de Habsbourg-Lorraine-Teschen (1816-1867), fille de Charles-Louis d'Autriche, duc de Teschen, et de Henriette de Nassau-Weilbourg. De cette union naîtront 12 enfants :
- Louis de Bourbon-Siciles (1838-1886), comte de Trani, qui épouse en 1862 Mathilde en Bavière (1843-1925) sœur de la reine Marie et de l'impératrice d'Autriche, d'où une fille : Marie-Thérèse Madeleine de Bourbon (1867-1909), mariée en 1889 au prince Guillaume, prince de Hohenzollern
- Albert Marie François de Bourbon-Siciles (1839-1844), comte de Castrogiovanni
- Alphonse Marie Joseph Albert de Bourbon-Siciles (1841-1934), comte de Caserte, qui épouse en 1868 sa cousine Marie-Antoinette de Bourbon-Siciles
- Marie de l'Annonciation Isabelle Philomène Sabazie de Bourbon-Siciles (1843-1871), qui épouse en 1862 Charles-Louis de Habsbourg-Lorraine, archiduc d'Autriche (1833-1896), frère de l'empereur François-Joseph Ier
- Marie-Immaculée Clémentine de Bourbon-Siciles (1844-1899), mariée en 1861 à son cousin germain Charles-Salvator de Habsbourg-Lorraine, prince de Toscane
- Gaétan Marie Frédéric de Bourbon-Siciles (1846-1871), comte d'Agrigente (Girgenti), qui épouse en 1868 Marie-Isabelle de Bourbon, infante d'Espagne (1851-1931) (sans postérité)
- Joseph Marie de Bourbon (1848-1851), comte de Lucera
- Marie Pia des Grâces de Bourbon-Siciles (1849-1882), mariée en 1869 à Robert Ier, duc titulaire de Parme (1848-1907)
- Vincent Marie de Bourbon-Siciles (1851-1854), comte de Melazzo
- Pascal de Bourbon-Siciles (1852-1904), comte de Bari,

marié en 1878 à Louise Blanche Berthe de Marconnay (1848-1926) (sans postérité)
- Marie-Louise de Bourbon-Siciles (1855-1874), en 1873 elle épousa Henri de Bourbon-Parme (1851-1905), comte de Bardi
- Janvier Marie Immaculée Louis de Bourbon-Siciles (1857-1867), comte de Caltagirone

Ferdinand II aurait eu un autre fils né en 1838, Gaetano Petriccione dit Morienus, alchimiste, franc-maçon, hermétiste et martiniste,.

## Dans les arts et la culture populaire

### Toponymie
L'île Ferdinandea, île éphémère qui émergea en 1831 au sud de la Sicile, a reçu le nom du roi Ferdinand II.

### Cinéma
Il est joué par Armando Falconi dans Il re Burlone réalisé par Enrico Guazzoni en 1936.

### Littérature
Giuseppe Tomasi di Lampedusa consacre, dans Le Guépard, trois pages dans la première partie du roman (Mai 1860) à des entrevues que le prince Salina a eues avec le roi Ferdinand II. Le roi est donné comme étant le parrain de la fille aînée du Prince, Concetta. Lampedusa, à travers son personnage principal, offre une vision pessimiste de l'avenir de la dynastie des Bourbons des Deux-Siciles :

« En parcourant de nouveau l'itinéraire fastueusement médiocre pour aller signer le registre de la Reine, il se sentait envahi par le découragement. La cordialité plébéienne l'avait déprimé autant que le rictus policier. […] il se demandait qui était destiné à succéder à cette monarchie qui portait les signes de la mort sur son visage. »

### Sources
- Marie-Nicolas Bouillet  et Alexis Chassang (dir.), « Ferdinand II (roi des Deux-Siciles) » dans Dictionnaire universel d’histoire et de géographie, 1878 (lire sur Wikisource).
- Tableau généalogique de la Maison de Bourbon de Bernard Mathieu et d'André Devècge, édit. de La Tournelle (1984).

- (it) Cet article est partiellement ou en totalité issu de l’article de Wikipédia en italien intitulé « Ferdinando II delle Due Sicilie » (voir la liste des auteurs).